# Condado de Sargent
El condado de Sargent (en inglés: Sargent County, North Dakota), fundado en 1883, es uno de los 53 condado del estado estadounidense de Dakota del Norte. En el año censo de los Estados Unidos de 2020 tenía una población de 3862 habitantes y en lo de 2010 una densidad poblacional de 4,5 personas por milla² (1.7 por km²). La sede del condado es Forman.

## Geografía
Según la Oficina del Censo, el condado tiene un área total de 2246 km² (867,2 mi²), de la cual 2225 km² (859,1 mi²) es tierra y 21 km² (8,1 mi²) es agua.

### Condados adyacentes
- Condado de Ransom (norte)
- Condado de Richland (este)
- Condado de Marshall (sur)
- Condado de Brow (suroeste
- Condado de Dickey (oeste)
- Condado de Lamoure (noroeste)

## Demografía
En el 2000 la renta per cápita promedia del condado era de $37 213, y el ingreso promedio para una familia era de $44 063. El ingreso per cápita para el condado era de $18 689. En 2000 los hombres tenían un ingreso per cápita de $34 222 versus $19 844 para las mujeres. Alrededor del 8.20% de la población estaba bajo el umbral de pobreza nacional.
| 1880 | 1890 | 1910 | 1920 | 1930 | 1940 | 1950 | 1960 | 1970 | 1980 | 1990 | 2000 | Est. 2009 |
| ---- | ---- | ---- | ---- | ---- | ---- | ---- | ---- | ---- | ---- | ---- | ---- | --------- |
| 5076 | 6039 | 9202 | 9655 | 9298 | 8693 | 7616 | 6856 | 5937 | 5512 | 4549 | 4366 | 3951      |

## Mayores autopistas
- Carretera de Dakota del Norte 11
- Carretera de Dakota del Norte 13
- Carretera de Dakota del Norte 32

## Lugares

### Ciudades
- Cayuga
- Cogswell
- Forman
- Gwinner
- Havana
- Brampton
- Milnor
- Rutland

Nota: todas las comunidades incorporadas en Dakota del Norte se les llama "ciudades" independientemente de su tamaño

### Municipios
| - Municipio de Bowen - Municipio de Brampton - Municipio de Denver - Municipio de Dunbar - Municipio de Forman - Municipio de Hall - Municipio de Harlem | - Municipio de Herman - Municipio de Jackson - Municipio de Kingston - Municipio de Marboe - Municipio de Milnor - Municipio de Ransom - Municipio de Rutland - Municipio de Sargent | - Municipio de Shuman - Municipio de Southwest - Municipio de Tewaukon - Municipio de Verner - Municipio de Vivian - Municipio de Weber - Municipio de Whitestone Hill - Municipio de Willey |